# Joe Jonas
Joseph Adam Jonas' (ur. 15 sierpnia 1989 w Casa Grande) – amerykański aktor, wokalista, autor piosenek, znany przede wszystkim z występów w zespole Jonas Brothers (wraz z braćmi Kevinem i Nickiem) oraz występu z serii filmów Camp Rock. W latach 2015–2018 był głównym wokalistą zespołu DNCE.

## Kariera aktorska
Wystąpił gościnnie w 2007 r. w serialu Hannah Montana oraz podłożył głos do rysunkowego serialu Fineasz i Ferb. Za te wszystkie występy oraz pomoc w nagrywaniu piosenek zarobił łącznie ok. 10,7 mln dolarów.
W 2008 r. ukazał się film dla młodzieży Camp Rock na stacji Disney Channel Original Movie. Produkcja odniosła ogromny sukces w USA i na całym świecie. W tej samej stacji 16 maja 2008 roku ukazał się dokument Jonas Brothers: Living the Dream (w wersji polskiej Jonas Brothers – Spełnione marzenia), który zawierał sceny z trasy koncertowej When You Look Me in the Eyes Tour.
W maju 2009 roku na stacji Disney Channel w USA ukazał się serial Jonas, w którym Joe gra rolę Joe Lucasa oraz 2 sezon pt. Jonas L.A., który ukazał się w 2010 roku.
27 stycznia 2010 roku wystąpił jako juror w American Idol na przesłuchaniach, które odbywały się w Dallas w Teksasie.
W 2010 roku pojawił się gościnnie w serialach Rozpalić Cleveland i 90210.
W 2019 roku reaktywował się jego zespół Jonas Brothers.

## Życie prywatne
W listopadzie 2016 zaczął spotykać się z Sophie Turner. W październiku 2017 para zaręczyła się. 1 maja 2019 pobrali się w Las Vegas. W lipcu 2020 urodziła się ich córka, Willa. W 2023 para potwierdziła rozwód po czterech latach małżeństwa.

## Dyskografia
Albumy solowe
| Tytuł    | Dane dot. albumu                                          | Pozycja na liście | Pozycja na liście | Pozycja na liście | Pozycja na liście | Pozycja na liście | Pozycja na liście | Pozycja na liście | Sprzedaż        |
| Tytuł    | Dane dot. albumu                                          | USA               | CAN               | UK                | PRT               | ITA               | NLD               | FRA               | Sprzedaż        |
| -------- | --------------------------------------------------------- | ----------------- | ----------------- | ----------------- | ----------------- | ----------------- | ----------------- | ----------------- | --------------- |
| Fastlife | - Data: 11 października 2011 - Wydawca: Hollywood Records | 15                | 23                | 99                | 4                 | 12                | 85                | 75                | - USA: 45 tys.+ |

Single
| "This Is Me” (oraz Demi Lovato)                             | 2008 | 9  | 33 | 18 | 46 | Camp Rock                  |
| „Gotta Find You”                                            | 2008 | 20 | 87 | 31 | –  | Camp Rock                  |
| „We Rock”                                                   | 2008 | 33 | 97 | –  | –  | Camp Rock                  |
| „Wouldn’t Change a Thing” (Demi Lovato featuring Joe Jonas) | 2008 | –  | 71 | –  | –  | Camp Rock 2: The Final Jam |
| „See No More”                                               | 2011 | 92 | 53 | –  | –  | Fast Life                  |
| „Just In Love” (featuring Lil Wayne)                        | 2011 | –  | 85 | –  | –  | Fast Life                  |
| „–” oznacza, że singel nie był notowany.                    |      |    |    |    |    |                            |

## Filmografia
| Film - Hannah Montana – odc. „Ja i Bracia Jonas” (2007) jako on sam - Hannah Montana & Miley Cyrus: Best of Both Worlds Concert (2008) jako on sam - Camp Rock (2008) jako Shane Gray - Jonas Brothers: Spełnione Marzenia (2008) jako on sam - J.O.N.A.S! (2009) jako Joe Lucas - Jonas L.A. (2010) jako Joe Lucas - Igrzyska Disney Channel 2008 (2008) jako on sam - Camp Rock 2: Wielki finał (2010) jako Shane Gray - Jonas Brothers: Koncert 3D (2008) jako on sam - Noc w muzeum 2 (2009) jako cherubinek (głos) - Zoolander 2 (2016) jako Gość pokazu „Old and Lame” |  | Telewizja - Hannah Montana (2007) jako on sam - Jonas Brothers: Spełnione Marzenia (2008) jako on sam - Camp Rock (2008) jako Shane Gray - Igrzyska Disney Channel (2008) jako on sam - Camp Rock 2: Wielki finał (2010) jako Shane Gray - J.O.N.A.S! (2009) jako Joe Lucas - Jonas L.A. (2010) jako Joe Lucas - American Idol (2010) jako juror (Dallas) - 90210 (2010) gościnnie jako on sam - Słoneczna Sonny (2010) gościnnie jako on sam - Rozpalić Cleveland (2010) gościnnie jako Will - Śmiechobeka (2020) gościnnie jako Joe Jonas (razem z braćmi Nickiem Jonasem i Kevinem Jonasem). |  |